# Ак-Олён
Ак-Олён (кирг. Ак-Өлөң) — село в Тонском районе Иссык-Кульской области Кыргызстана. Административный центр Кёк-Мойнокского аильного округа. Код СОАТЕ — 41702 220 807 01 0.

## Население
По данным переписи 2009 года, в селе проживало 1497 человек.

## Известные уроженцы
- Саякбай Каралаев — советский и кыргызский поэт-сказитель и великий манасчы. Народный артист Кыргызской ССР.
- Тюлебердиев Океш — председатель колхоза «Джаны-Джылдыз» Пржевальского района Иссык-Кульской области, Киргизская ССР. Герой Социалистического Труда.